# Кубок Німеччини з футболу 1937
Кубок Німеччини з футболу 1937 — 3-й розіграш кубкового футбольного турніру в Німеччині.
Участь брали 4500 команд. До фінального етапу з 6 раундів вийшла 61 команда. Переможцем кубка Німеччини став Шальке 04.

## Перший раунд
| Команда 1                     | Рахунок | Команда 2                     |
| ----------------------------- | ------- | ----------------------------- |
| 22 серпня 1937                |         |                               |
| Вакер-04 (Берлін)             | 6:0     | Стандорд-Гінденбург (Ольштин) |
| 29 серпня 1937                |         |                               |
| Земмерда                      | 0:4     | Айнтрахт (Брауншвейг)         |
| Бонн                          | 4:2     | Кассель-Ротгендітмонд-06      |
| Санкт-Паулі                   | 0:1     | Рот-Вайс (Обергаузен)         |
| Кікерс (Франкенталь)          | 1:3     | Шальке 04                     |
| Шварц-Вайс (Вупперталь)       | 5:1     | Дессау-05                     |
| Фрідберг                      | 0:2     | Вальдгоф                      |
| Мангайм                       | 4:1     | Кікерс (Оффенбах)             |
| Ратібор-03                    | 2:3     | ПСВ Хемніц                    |
| Нюрнберг Зюд                  | 0:1 дч  | Штутгарт                      |
| Планіцер                      | 3:1     | Бойтенер-09 (Битом)           |
| Дюссельдорф-1880              | 4:7     | Ганновер 96                   |
| Мінерва-93 (Берлін)           | 0:0 дч  | Вікторія (Гамбург)            |
| Шлезін (Хайнау)               | 0:10    | Харта                         |
| Фрайбургер                    | 2:0     | Ворматія (Вормс)              |
| ССВ Ульм-1928                 | 4:1     | Нюрнберг                      |
| Поліцай (Любек)               | 0:1     | Берлінер-1892                 |
| Германія-Форвертс (Бохум)     | 6:5     | Кельн-04                      |
| Цуффенгаузен-1898 (Штутгарт)  | 0:3     | Фюрт                          |
| Разеншпорт                    | 2:5     | Вердер-1899                   |
| Боруссія (Дортмунд)           | 3:1     | Гамбург                       |
| Алеманія (Плайдт)             | 1:3     | Дуйсбургер-08                 |
| Мюльбург (Карлсруе)           | 2:1     | Франкфурт                     |
| Дунлоп (Ханау)                | 0:2     | Аймсбюттелер (Гамбург)        |
| Кельн-Шюльц                   | 2:0     | Айнтрахт (Франкфурт-на-Майні) |
| Боруссія (Берлін)             | 3:1     | Спербер (Гамбург)             |
| Баюварен-1910 (Мюнхен)        | 1:4     | Карлсруе ФФ                   |
| Хомбергер-1903                | 0:1     | Гольштайн (Кіль)              |
| Данциг                        | 2:3 дч  | Герта                         |
| 5 вересня 1937 (перегравання) |         |                               |
| Вікторія (Гамбург)            | 2:0     | Мінерва-93 (Берлін)           |

Команди Бреслауер-06, Дрезднер та Фортуна (Дюссельдорф) вийшли до другого раунду автоматично, згідно з жеребуванням.

## 1/16 фіналу
| Команда 1              | Рахунок | Команда 2                 |
| ---------------------- | ------- | ------------------------- |
| 19 вересня 1937        |         |                           |
| Айнтрахт (Брауншвейг)  | 2:0     | Бонн                      |
| Шальке 04              | 2:1     | Рот-Вайс (Обергаузен)     |
| Вальдгоф               | 3:0     | Шварц-Вайс (Вупперталь)   |
| ПСВ Хемніц             | 5:2     | Мангайм                   |
| Штутгарт               | 2:0     | Планіцер                  |
| Харта                  | 2:1     | Вакер-04 (Берлін)         |
| Ворматія (Вормс)       | 4:1     | ССВ Ульм-1928             |
| Берлінер-1892          | 3:0     | Германія-Форвертс (Бохум) |
| Фюрт                   | 7:1     | Бреслауер-06              |
| Вердер-1899            | 3:4 дч  | Боруссія (Дортмунд)       |
| Дуйсбургер-08          | 1:0     | Мюльбург (Карлсруе)       |
| Аймсбюттелер (Гамбург) | 2:0     | Кельн-Шюльц               |
| Боруссія (Берлін)      | 3:4 дч  | Дрезднер                  |
| Карлсруе ФФ            | 0:2     | Фортуна (Дюссельдорф)     |
| Гольштайн (Кіль)       | 5:3     | Герта                     |
| 17 жовтня 1937         |         |                           |
| Ганновер 96            | 3:2     | Вікторія (Гамбург)        |

## 1/8 фіналу
| Команда 1                       | Рахунок | Команда 2              |
| ------------------------------- | ------- | ---------------------- |
| 31 жовтня 1937                  |         |                        |
| Айнтрахт (Брауншвейг)           | 0:1 дч  | Шальке 04              |
| Вальдгоф                        | 2:0     | ПСВ Хемніц             |
| Штутгарт                        | 2:1     | Ганновер 96            |
| Харта                           | 4:2     | Ворматія (Вормс)       |
| Берлінер-1892                   | 1:0     | Фюрт                   |
| Боруссія (Дортмунд)             | 1:1 дч  | Дуйсбургер-08          |
| Дрезднер                        | 3:0     | Аймсбюттелер (Гамбург) |
| Фортуна (Дюссельдорф)           | 2:1     | Гольштайн (Кіль)       |
| 7 листопада 1937 (перегравання) |         |                        |
| Дуйсбургер-08                   | 1:3     | Боруссія (Дортмунд)    |

## Чвертьфінали
| Команда 1             | Рахунок | Команда 2           |
| --------------------- | ------- | ------------------- |
| 14 листопада 1937     |         |                     |
| Шальке 04             | 3:1     | Берлінер-1892       |
| Вальдгоф              | 4:3     | Боруссія (Дортмунд) |
| Дрезднер              | 3:1     | Штутгарт            |
| Фортуна (Дюссельдорф) | 4:1     | Харта               |

## Півфінали
| Команда 1             | Рахунок | Команда 2 |
| --------------------- | ------- | --------- |
| 5 грудня 1937         |         |           |
| Шальке 04             | 2:1     | Вальдгоф  |
| Фортуна (Дюссельдорф) | 5:2     | Дрезднер  |

## Фінал
| 9 січня 1938 |

| Шальке 04                 | 2:1      | Фортуна (Дюссельдорф) |
| ------------------------- | -------- | --------------------- |
| Кальвіцький 46' Шепан 47' | Протокол | Янес 83' (пен.)       |

| Рейн Енергі Штадіон, Кельн Глядачів: 72 000 Арбітр: Ганс Граблер |